# Psallus quercus
Psallus quercus is een wants uit de familie van de blindwantsen (Miridae). De soort werd het eerst wetenschappelijk beschreven door Carl Ludwig Kirschbaum in 1856.

## Uiterlijk
De redelijk langwerpig gevormde wants is altijd langvleugelig en kan 3,5 tot 4,5 mm lang worden. De zwarte, roodbruine of grijsbruine wants is bedekt met zilverglanzende en zwarte haartjes. De kop is donker glanzend, de voorvleugels zijn aan het begin vaak geel of rood. Het donkergrijze doorzichtige deel van de voorvleugels met witte aders. De antennes zijn in zijn geheel lichtgeel. Van de pootjes zijn de dijen bruin en de schenen oranjebruin.

## Leefwijze
De wants overwintert als eitje. De soort kent één enkele generatie in het jaar. De wantsen zijn in mei volwassen en worden dan tot eind juli gevonden langs bosranden en tuinen op wintereik (Quercus petraea) en zomereik (Quercus robur).

## Leefgebied
De wantsen komen voor in Europa tot het Midden-Oosten en de Kaukasus. In Nederland komt de soort algemeen voor.